# 매출채권
매출채권(Trade Receivable)이란 기업이 상품을 매출하는 과정에서 발생한 채권으로, 외상매출금과 받을어음을 말하는 것이다.

## 종류
크게 두 가지로 나뉜다.
- 외상매출금(Accounts Receivable)

상품을 매출하고 그 대금을 외상으로 하는 것이다.
-팩토링:신용 상의 채권인 외상매출금을 금융기관에 양도해 자금 조달
- 받을어음(Notes Receivable)

상품을 매출하고 그 대금을 동점으로부터 어음으로 받는 것이다.
-어음할인:확정채권인 받을어음을 금융기관에 양도해 자금조달

## 기장
그냥 그대로 매출채권 계정으로 통합해서 처리하는 경우가 있고 외상매출금과 받을어음으로 나누어서 처리하는 경우가 있다.

## 같이 보기
- 불량채권
- 시산표